# NASA Astronaut Groups

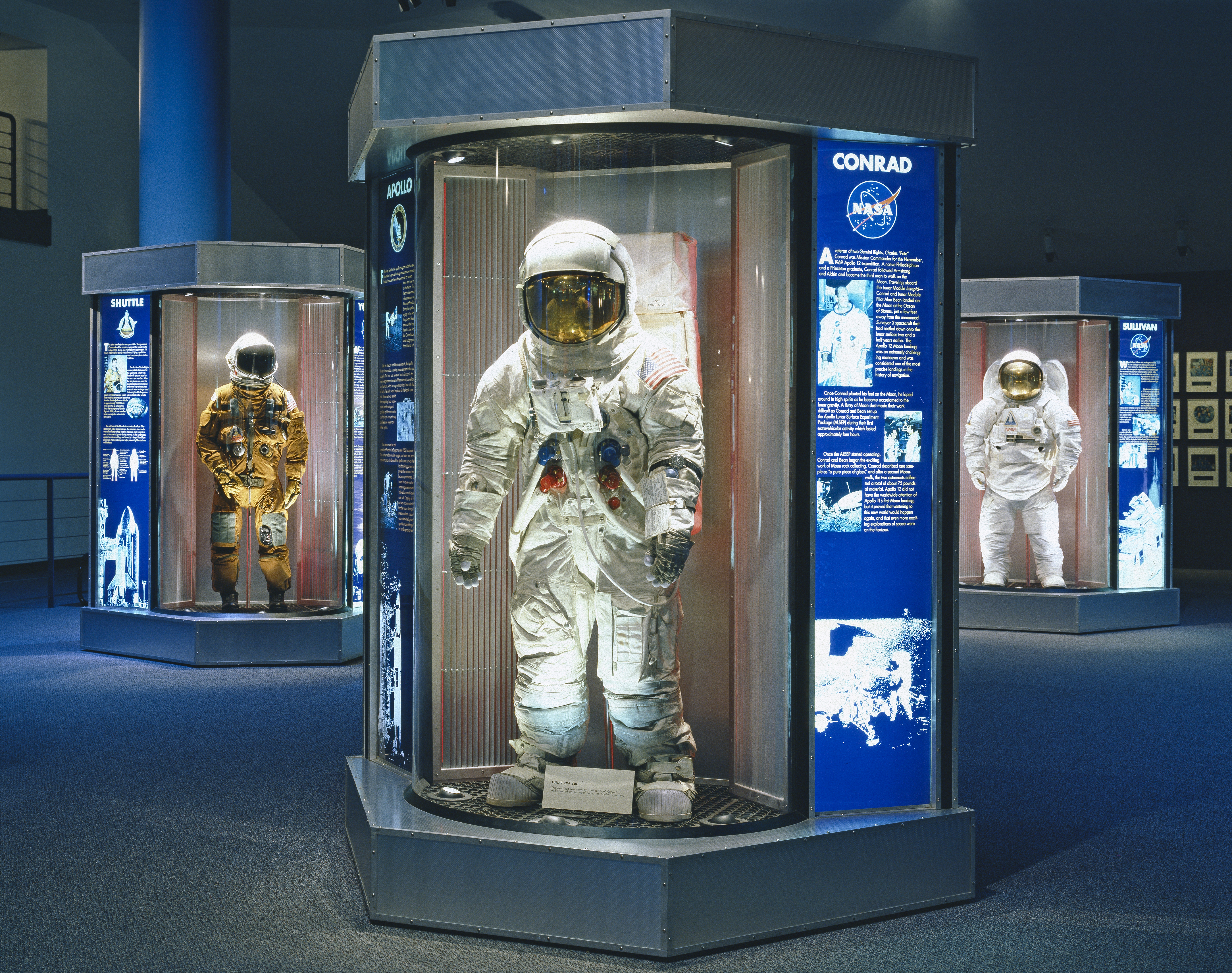
Tute spaziali della NASA precedentemente indossate dai reparti dell'Astronaut Corps esposte al Johnson Space Center

Il NASA Astronaut Corps è un'unità della National Aeronautics and Space Administration (NASA) degli Stati Uniti che seleziona, addestra e fornisce astronauti come membri dell'equipaggio per missioni spaziali statunitensi e internazionali. Ha sede presso il Johnson Space Center di Houston, nel Texas.

## Storia
I primi candidati astronauti statunitensi furono selezionati dalla NASA nel 1959, per partecipare al Programma Mercury con l'obiettivo di orbitare attorno alla Terra in capsule monoposto. I servizi militari della nazione, informati dell'idea, fornirono un elenco di piloti collaudatori dell'esercito in possesso di qualifiche specifiche. Dopo uno screening rigoroso, la NASA ha annunciato la scelta dei "Mercury Seven", sette astronauti che presero parte al progetto come primi astronauti. Da allora, la NASA ha selezionato altri 20 gruppi di astronauti, aprendo l'accesso al corpo ad altre categorie, come i civili, gli scienziati, i medici, gli ingegneri e gli insegnanti. A partire dalla Classe Astronaut 2009, il 61% degli astronauti selezionati dalla NASA proveniva dal servizio militare. Delle migliaia di candidature ricevute, solo alcune vengono scelte per il programma intensivo di formazione "Astronaut Candidate".

## Organizzazione
L'Astronaut Corps ha sede presso il Lyndon B. Johnson Space Center di Houston, sebbene i membri possano essere assegnati ad altre località in base ai requisiti della missione. Il capo dell'ufficio degli astronauti è la posizione di comando più alta per gli astronauti attivi e il capo astronauta funge da capo del Corpo, nonché principale consigliere dell'amministratore della NASA per l'addestramento e le operazioni degli astronauti. Il primo capo astronauta a ricoprire questo incarico fu Deke Slayton, nominato nel 1962, mentre l'attuale è Gregory R. Wiseman.

### Selezione
Non ci sono limiti di età per entrare nel corpo degli astronauti della NASA. I candidati che partecipano devono avere un'età compresa tra 26 e 46 anni, con un'età media di 34 anni e devono essere cittadini statunitensi per presentare la domanda.
Esistono tre grandi categorie di qualifiche: istruzione, esperienza lavorativa e medicina.
I candidati devono avere un master conseguito presso un istituto accreditato in ingegneria, scienze biologiche, scienze fisiche o matematica. La laurea deve essere seguita da almeno due o tre anni di esperienza professionale correlata, progressivamente responsabile, (lavori o studi universitari) o almeno 1.000 ore di pilota in comando su aerei a reazione. Un diploma avanzato è auspicabile e può essere sostituito all'esperienza, come un dottorato (che conta come due anni di esperienza). L'esperienza di insegnamento, inclusa l'esperienza ai livelli K-12, è considerata un'esperienza qualificante.

### Salario
Il salario per gli astronauti civili appena assunti si basano sulla scala retributiva del programma generale del governo federale per i gradi da GS-11 a GS-14. Il voto dell'astronauta si basa sui suoi risultati accademici e sulla sua esperienza. Gli astronauti possono essere promossi fino al grado GS-15. A partire dal 2015, gli astronauti con sede presso il Johnson Space Center guadagnano tra i 66 026 ai 158,700 dollari.
Compresi gli astronauti del Mercury Seven, al 2010 sono stati selezionati 339 candidati. Questa è la lista di tutti i gruppi di astronauti selezionati dalla NASA:
- NASA Astronaut Group 1- "The Mercury Seven"
- NASA Astronaut Group 2 - "The New Nine"
- NASA Astronaut Group 3 - "The Fourteen"
- NASA Astronaut Group 4 - "The Scientists"
- NASA Astronaut Group 5 - "The Original 19"
- NASA Astronaut Group 6 - "The Excess Eleven (XS-11)"
- NASA Astronaut Group 7
- NASA Astronaut Group 8 - "Thirty-Five New Guys (TFNG)"
- NASA Astronaut Group 9 - "19+80"
- NASA Astronaut Group 10 - "The Maggots"
- NASA Astronaut Group 11
- NASA Astronaut Group 12 - "The GAFFes"
- NASA Astronaut Group 13 - "The Hairballs"
- NASA Astronaut Group 14 - "The Hogs"
- NASA Astronaut Group 15 - "The Snails" aka "The Flying Escargot"
- NASA Astronaut Group 16 - "The Sardines"
- NASA Astronaut Group 17 - "The Penguins"
- NASA Astronaut Group 18 - "The Bugs"
- NASA Astronaut Group 19 - "The Peacocks"
- NASA Astronaut Group 20 - "The Chumps"
- NASA Astronaut Group 21 - "The 8-Balls"
- NASA Astronaut Group 22 - "The Turtles"
- NASA Astronaut Group 23 - "The Flies"